# Архипов, Александр Сергеевич
Алекса́ндр Серге́евич Архи́пов (род. 1977) — российский драматург и сценарист, режиссёр, главный редактор кинокомпании «СТВ».

## Биография
В 1994—1996 годах учился на факультете журналистики Уральского государственного университета имени А. М. Горького.
С 1996 по 1998 г. служил в Вооруженных силах РФ: службу проходил в Балтийске (бывший Пиллау) Калининградской области в составе экипажа сторожевого корабля «Пылкий». Уволился в запас в звании старшины 1-й статьи. После демобилизации работал санитаром в больнице, технологом по выращиванию грибов, сотрудником Центра медицины катастроф Свердловской области.
С 2003 по 2006 г. учился в Екатеринбургском государственном театральном институте (мастерская Н. В. Коляды), и во Всероссийском государственном университете кинематографии имени С. А. Герасимова — ВГИКе (мастерская Р. М. Ибрагимбекова).
В 2008-10 годах вел авторский курс по сценарному мастерству в киноакадемии «Страна», Свердловская киностудия.
В 2012 году окончил курс Университета Южной Калифорнии (USC) Обучение написанию сценариев (Teaching in Screenwriting).
В разные годы был редактором еженедельника «Подробности+ТВ», редактором отдела культуры газеты «Аргументы и факты» (Урал), редактором игрового кино Свердловской киностудии. Преподаватель сценарного мастерства в академии кинобизнеса «Страна». В 2005 году принял участие в семинаре Грэма Уайброу, литературного директора театра «Royal Court» (Лондон). Участвовал в мастер-классе Доминика Кука, главного режиссёра «Royal Shakespeare Company» (Лондон). Неоднократно участвовал в Форумах молодых писателей России в Москве.
Преподаватель Высшей школы художественных практик и музейных технологий Факультета истории искусства РГГУ с 2012 года.
Представитель Уральской школы драматургии.
Член жюри и эксперт «Питчинга дебютантов» Молодёжного центра Союза Кинематографистов РФ.
В июле 2021 года в качестве спикера арт-школы для молодых деятелей кино принимал участие в Шестом образовательном заезде арт-кластера "Таврида" в Крыму. «Таврида. АРТ» входит в федеральный проект «Молодежь России» национального проекта «Образование» и реализуется при поддержке Федерального агентства по делам молодежи.
С 2022 года член экспертного совета Министерства культуры Российской Федерации по отбору проектов, представленных организациями кинематографии.
С 2023 года главный эксперт компетенции "Сценарист" Национального открытого чемпионата творческих компетенций "Artmasters", проводимого при поддержке Фонда президентских грантов, Президентского фонда культурных инициатив, Министерства образования и науки Российской Федерации, Министерства просвещения, Министерства культуры и Правительства Москвы.
В апреле 2023 выступал тьютором очного интенсива всероссийского конкурса сценарного мастерства «Метод» 2023, организованного поддержке Президентского фонда культурных инициатив.
В мае 2023 года выступал преподавателем в Межрегиональной мастерской писателей АСПИР в Ярославле.

## Драматургия
2023 — Полный круг
2015 — Парень из прошлого
2014 — Кабаре 19.14 (автор диалогов)
2013 — Никодимов
2012 — Своя земля
2008 — Винтовка Мосина
2005 — Остров Мирный
2005 — Как-то осенью, в дождь
2005 — Подземный бог
2004 — Джек — Неоновый свет
2003 — Дембельский поезд
2003 — Клетка
2003 — Собака Павлова
«Дембельский поезд». Премьера пьесы состоялась в Екатеринбургском театре юного зрителя в 2004 году (режиссёр Олег Гетце).
Спектакль был представлен на Международном театральном фестивале «Augenblick mal!» (Германия, Берлин, 2005 год) и «Радуга» (Санкт-Петербург, 2005 год), а также стал лауреатом премии губернатора Свердловской области «За выдающиеся достижения в области литературы и искусства» за 2004 год.
Театральные постановки: Нижневартовский драматический театр (2005 год, режиссёр Антон Коваленко), Национальный молодёжный театр Башкортостана (2005 год), Кемеровский областной театр драмы (2005 год), Красноярский драмтеатр имени Пушкина (2005 год), Петропавловск-Камчатский театр драмы и комедии (2005 год), Казанский театр юного зрителя (2004 год), Малый драматический театр «Театрон» (2004 год), Театр на Соборной, Рязань (2007 год), Челябинский государственный камерный театр (2007 год), Омский государственный академический театр драмы (2010 год), Санкт-Петербургский театр юного зрителя имени А. А. Брянцева (2011 год) и ряд других театров.
«Подземный бог». В 2005 году в номинации «пьеса на свободную тему» текст получил первую премию международного конкурса современной драматургии «Евразия».
Премьера пьесы состоялась в рамках фестиваля «Открытая сцена» в Центре имени Вс. Мейерхольда (2005 год, режиссёр Антон Коваленко).
«Остров Мирный». В 2008 году пьеса была представлена в формате читки в Стратфорде-на-Эйвоне (Великобритания). Также презентация пьесы состоялась в 2009 году в Нью-Йорке в рамках программы по культурному обмену, организованной фондом «Открытый мир» при библиотеке конгресса США. Пьеса вызвала разноречивые оценки критики. В 2011 году написан новый вариант пьесы, принятый к постановке Свердловским государственным академическим театром драмы. Премьера состоялась 1 ноября 2011 года, режиссёр спектакля Григорий Лифанов.

Пьеса Александра Архипова, это не только попытка «связать «классику» и современность». Скорее, «Остров Мирный» — это пьеса-диагноз о том, что искать в классике — да и искусстве в целом — ответы на проблемы сегодняшнего дня — дело безнадежное. Искусство, как говорит один персонаж пьесы, «разлагает душу человека», обнажая травматические основы его существования. Собственно, пронзительная пьеса Архипова — это и есть рассказ о травме людей, осознавших свою жизнь в условиях «разрушительной действительности». Главный вопрос жизни в современной России — «А где почва?» — задается в пьесе мимоходом и впроброс. Но постоянным является желание героев «нестерпимо пожить по-другому» — как своеобразный ответ на осознание беспочвенности своего существования и собственной нереализованности. Как пытается убедить нас Архипов, суть проблемы, впрочем, не в этом разрыве между реальностью и фантазиями о лучшей жизни. Подлинная трагедия — в недолговечности самого желания пожить по-другому. Желания, неспособного вырваться за пределы треугольника, состоящего из ревности, измены и смерти. Место любви в «Острове Мирном» занимает насилие, а «почва» оказывается песком, на котором никогда ничего не вырастет.
— Сергей Ушакин, профессор кафедры славистики и кафедры антропологии Принстонского университета (США)
«Джек — Неоновый свет». Постановка пьесы состоялась на сцене Малого драматического театра «Театрон» (Екатеринбург) в рамках проекта «Театр.doc» в Екатеринбурге" в 2006 году. Режиссёр Александр Архипов.
«Винтовка Мосина». Написана во время участия автора в творческой лаборатории (худ. руководитель М. Угаров), организатором которой выступил Театр.doc при участии музея-усадьбы «Ясная Поляна». Презентация пьесы состоялась в рамках конкурсной программы фестиваля «Новая драма» на сцене театра «Практика» в 2008 году.
Осенью 2013 года, работая над «историей маленького человека во время больших выборов», Архипов  написал пьесу про выборный штаб Алексея Навального. Результатом стала сатирическая пьеса «Никодимов», высмеивающая деятельность кандидата и обнажающая оборотную сторону многих оппозиционных идей и социально-политических устремлений. В этой пьесе сконцентрированы все приемы, свойственные творчеству Архипова — живой интерес к общественной жизни страны, образная документальность и комическая стилизация.
С 2015 года в ТЮЗе им. А.А. Брянцева в Санкт-Петербурге идёт пьеса Архипова "Парень из прошлого", премьера которой состоялась к 70-летию Великой Победы.  Пьеса рассказывает о девушке из нашего времени, которая узнает историю трагической любви в блокадном Ленинграде.

Режиссёр Семён Серзин о спектакле: «Нам захотелось сделать спектакль о жизненных ценностях – военного времени и нынешнего, о разности ощущения жизни тогда и сейчас. Как не парадоксально, это будет спектакль про войну, но о мире. Неслучайно то, что действие спектакля разворачивается именно весной 1942 года, когда самая тяжелая, «черная» блокадная зима уже позади, и люди воспряли духом»
В апреле 2023 года в Театре Моссовета состоялась премьера спектакля "Москва. Полный круг" по пьесе Александра Архипова, одна из новелл которой посвящена самоотверженной борьбе московских врачей с пандемией коронавируса.

## Фильмография
| 2024 | Огниво (СТВ)                       |           | зелёная ✓ | |
| 2023 | Маракуда (СТВ)                     |           | зелёная ✓ | |
| 2023 | По Щучьему велению (СТВ)           |           | зелёная ✓ | |
| 2022 | Щелкунчик и волшебная флейта (СТВ) |           | зелёная ✓ | совместно с В. Ровенским                                                                                      |
| 2021 | Бука. Мое любимое чудище (СТВ)     |           | зелёная ✓ | совместно с М. Волковым и Д. Новосёловым                                                                      |
| 2018 | Вольная грамота                    |           | зелёная ✓ | сериал, совместно с О. Собениной                                                                              |
| 2017 | Окурок                             |           | зелёная ✓ | кортокометражный фильм                                                                                        |
| 2017 | Родные люди                        |           | зелёная ✓ | сериал |
| 2017 | Садко (СТВ)                        |           | зелёная ✓ | совместно с Д. Новосёловым и С. Сэ                                                                            |
| 2016 | Синдбад: Пираты семи штормов (СТВ) |           | зелёная ✓ | совместно с М. Свешниковым и В. Свешниковым                                                                   |
| 2013 | Студия 17                          |           | зелёная ✓ | ряд серий, совместно с Е. Никишовым, В. Федоровичем, П. Бусловым, А. Магомедовым, П. Спиваком и М. Марескиным |
| 2010 | Легенда острова Двид               |           | зелёная ✓ | совместно с А. Мамедовым                                                                                      |
| 2010 | Лучший день сорок третьего года    | зелёная ✓ | зелёная ✓ | документальный фильм                                                                                          |
| 2010 | Москва. Три вокзала                |           | зелёная ✓ | одна серия, совместно с М. Бартеневым                                                                         |
| 2010 | Неудачников.net                    |           | зелёная ✓ | совместно с С. Меньшениным и С. Соколовым                                                                     |
| 2009 | История зечки (Жить сначала)       |           | зелёная ✓ | совместно с О. Лоевским                                                                                       |
| 2009 | Журов                              |           | зелёная ✓ | ряд серий, совместно с М. Бартеневым и О. Лоевским                                                            |
| 2008 | Говорит Свердловск                 | зелёная ✓ | зелёная ✓ | документальный фильм                                                                                          |
| 2008 | Завещание ночи                     |           | зелёная ✓ | совместно с О. Лоевским                                                                                       |
| 2007 | Дело было в Гавриловке             |           | зелёная ✓ | совместно с О. Лоевским, В. Рубановым и С. Сейраняном                                                         |

Является креативным продюсером сериала "Экипаж 314" 1-й сезон (2021-2022)

## Общественная позиция
Во время событий 2013—2014 годов на Украине поддержал действия российской власти и аннексию Крыма Российской Федерацией

## Литературная деятельность
2003 — повесть «Миф»

## Награды
2005 — лауреат VI Международного театрального фестиваля «Радуга»
2005 — Премия Международного конкурса драматургов «Евразия» (пьеса «Подземный бог»)
2005 — Премия Федерального агентства по культуре и кинематографии России «Долг. Честь. Достоинство»
2005 — Премия Губернатора Свердловской области за выдающиеся достижения в области литературы и искусства
2005 — Всероссийская ежегодная литературно-театральная премия «Хрустальная роза Виктора Розова»
2004 — Премия Международного конкурса драматургов «Евразия» (пьеса «Дембельский поезд»)
2002 — финалист номинации «Драматургия» премии «Дебют-2002»